# Stegastes adustus
Stegastes adustus és una espècie de peix de la família dels pomacèntrids i de l'ordre dels perciformes.

## Morfologia
Els mascles poden assolir els 15 cm de longitud total.

## Distribució geogràfica
Es troba des de Florida, Golf de Mèxic i el Carib fins a Panamà i Veneçuela. També a les Bahames i les Antilles.